# Durazzo (famiglia)

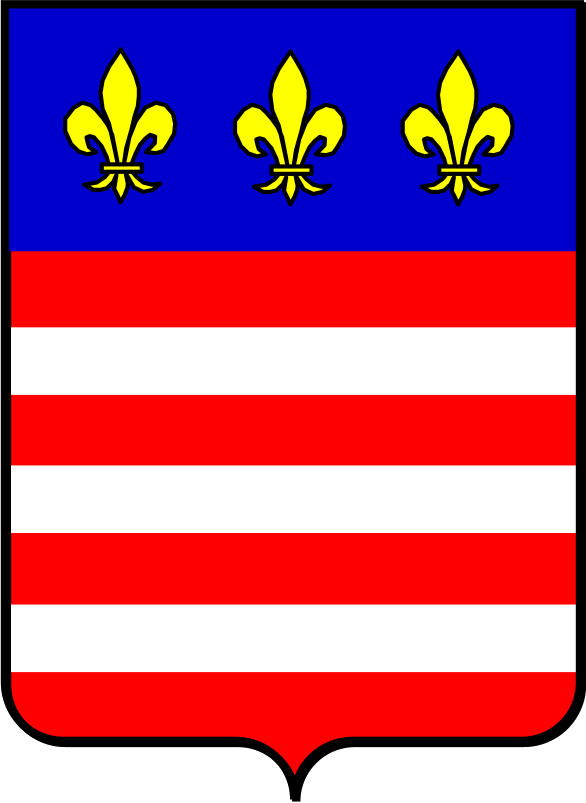
Stemma di Casa Durazzo

La famiglia Durazzo è stata una delle maggiori famiglie genovesi. Furono poi conosciuti come famiglia Durassa.
Assieme alle famiglie Spinola, Grimaldi e Doria, i Durazzo contrassegnarono la vita politica della Repubblica di Genova raggiungendo nove volte il dogato, e trenta la carica senatoria. Da annoverare anche due cardinali e cinque vescovi alla Chiesa cattolica, sedici ambasciatori, e numerosi collezionisti, mecenati e studiosi.
Tuttora esistente, i rappresentanti di tale famiglia vivono a Genova, a Roma e nel Principato di Monaco.

## Storia
Discendenti di una famiglia albanese fuggita nel 1389 dalla città di Durazzo (donde appunto, il nome) a causa delle invasioni ottomane, furono fatti schiavi a Messina da un genovese e poi, liberati, si stabilirono con la famiglia a Genova. Diventarono setaioli e mercanti. Il primo discendente conosciuto è Giorgio Durazzo. Dopo cinque generazioni (e circa due secoli dopo che si erano stabiliti a Genova) raggiunsero il dogato con Giacomo Grimaldi Durazzo nel 1573, affermandosi come una delle famiglie più importanti della città.
La convenzione stipulata nel 1666 da Giovan Agostino Durazzo, nipote del doge Cesare, con Mehmed IV predispose la riapertura delle relazioni diplomatiche e commerciali della repubblica con l'Impero ottomano, interrotte da oltre un secolo a causa dell'opposizione francese. Sarà solo una breve parentesi: nel 1682 Genova fu costretta di nuovo a lasciare l'Oriente, ma l'episodio ebbe un'enorme pontata storica per la repubblica e contribuì non poco al prestigio e alla ricchezza della famiglia Durazzo.
Con il Trattato di Versailles del 1768, di fatto i Francesi costrinsero la Repubblica di Genova a cedere la Corsica. L'ingrato compito toccò al doge Marcello Durazzo. Nel 1797 Napoleone mette fine alla Repubblica di Genova (1339-1797) trasformandola nella Repubblica Ligure (1797-1805) e affida a Girolamo Luigi Durazzo importanti incarichi di governo. Il 10 agosto 1802 Durazzo viene eletto Doge della Repubblica Ligure, carica che mantiene sino al 29 maggio 1805. Pochi giorni dopo e cioè il 4 giugno 1805, la Repubblica Ligure viene ufficialmente soppressa e il suo territorio viene annesso all'Impero francese. Girolamo Durazzo diventa Prefetto del Dipartimento di Genova e successivamente viene nominato senatore dell'Impero, ufficiale della Legion d'Onore e, il 26 aprile 1808, Conte dell'Impero.
Muore a Genova il 21 gennaio 1809. Il suo cuore viene sepolto in un'urna del Panthéon di Parigi.
Girolamo Durazzo viene spesso erroneamente indicato come l'Ultimo Doge della Repubblica di Genova, ma ciò è inesatto. Egli è stato invece Doge della Repubblica Ligure, peraltro l'unico.
I Durazzo dopo i Grimaldi e gli Spinola (che lasciarono a Genova 11 dogi ciascuno), si collocano al secondo posto con 8 dogi (9 considerando Girolamo Luigi Durazzo). Nel 1677 comprarono Palazzo Reale in via Balbi che vendettero nel 1823 ai Savoia. Dal 1794 al 1923 furono proprietari di Villa Durazzo-Pallavicini a Pegli che poi donata al comune di Genova nel 1928. Da citare inoltre è Palazzo Durazzo di Firenze, esempio di stile neoclassico nel capoluogo toscano, appartenuto ad un ramo cadetto della famiglia.

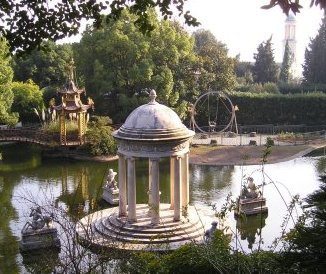
Villa Durazzo-Pallavicini a Pegli

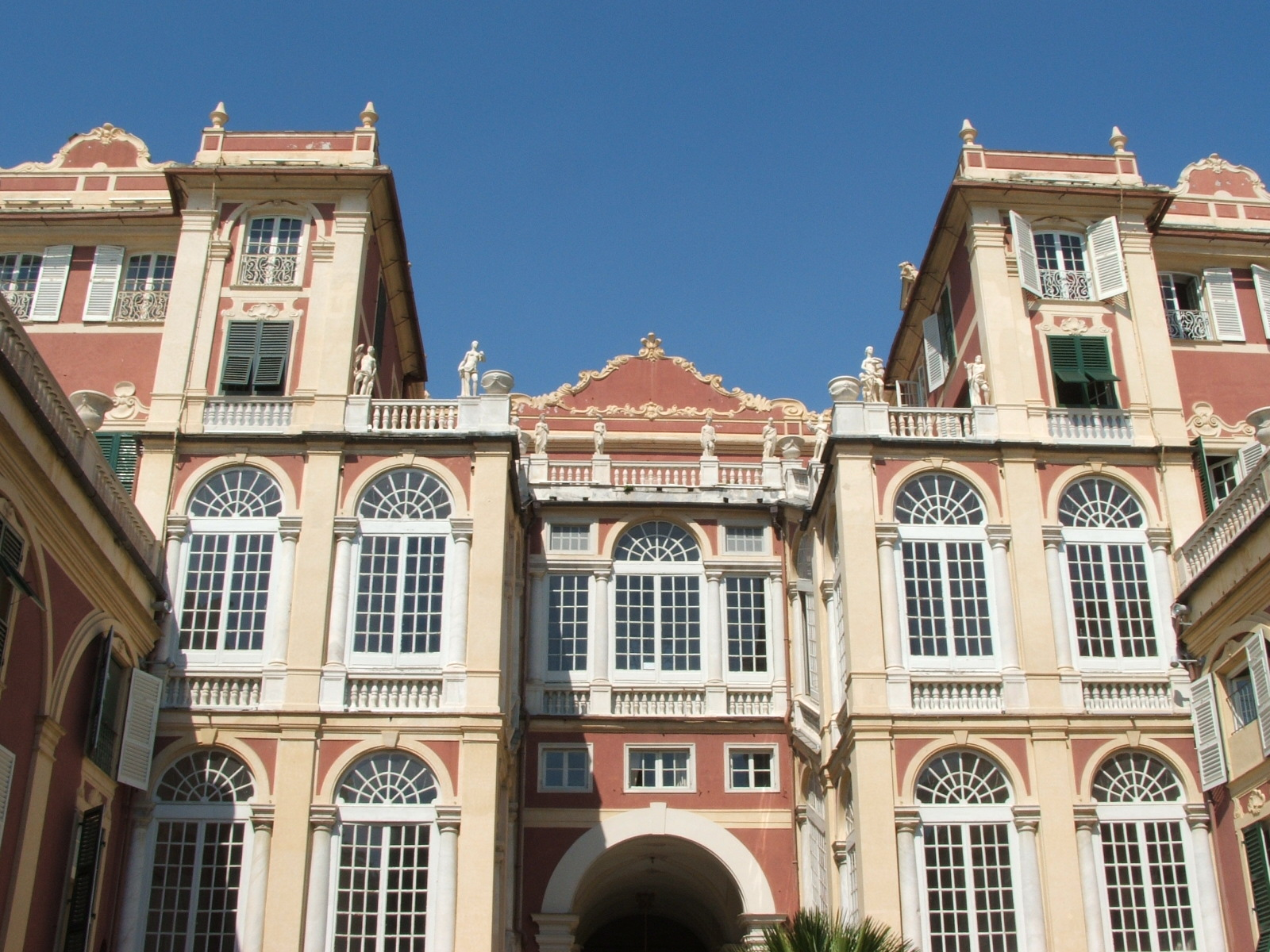
Il Palazzo Reale in via Balbi, proprietà della famiglia dal 1677 al 1823

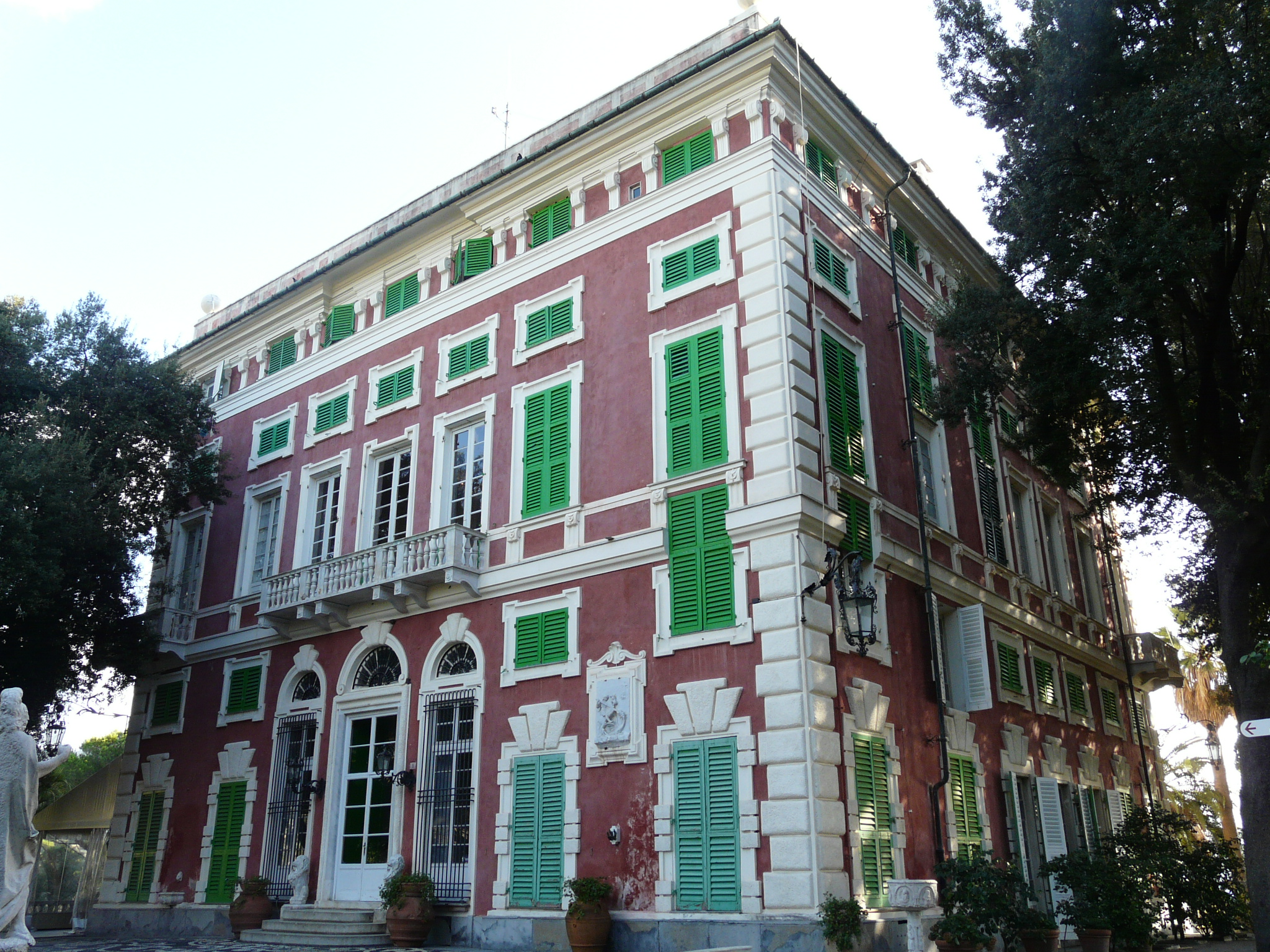
Villa Durazzo-Centurione a Santa Margherita Ligure, proprietà della famiglia dal 1678 al 1919

## Dogi della famiglia Durazzo
- Giacomo Grimaldi Durazzo (1573-1575), Doge della Repubblica di Genova
- Pietro Durazzo (1619-1621), Doge della Repubblica di Genova
- Giovanni Battista Durazzo (1639-1641), Doge della Repubblica di Genova
- Cesare Durazzo (1665-1667), Doge della Repubblica di Genova
- Pietro Durazzo (1685-1687), Doge della Repubblica di Genova
- Vincenzo Durazzo (1709-1711), Doge della Repubblica di Genova
- Stefano Durazzo (1734-1736), Doge della Repubblica di Genova
- Marcello Durazzo (1767-1769), Doge della Repubblica di Genova
- Girolamo Luigi Durazzo (1802-1805), Primo ed unico Doge della Repubblica Ligure

## Governatori della Corsica
- Cesare Durazzo (1645-1647)
- Matteo Durazzo (1654-1658)
- Carlo Emmanuele Durazzo (1671-1672)
- Nicolò Durazzo (1724-1726)

## Cardinali
- Stefano Durazzo
- Marcello Durazzo

## Conti
- Giacomo Durazzo (1717-1794)

## Naturalisti e botanici
- Giacomo Filippo Durazzo (1729-1812)
- Clelia Durazzo (1760-1837)
- Ippolito Durazzo